# Bundenbach
Bundenbach là một xã ở huyện Birkenfeld, bang Rheinland-Pfalz, nước Đức. Xã Bundenbach có diện tích 7,7 km².